# Ardisia sideromalla
Ardisia sideromalla är en viveväxtart som beskrevs av Karl Moritz Schumann. Ardisia sideromalla ingår i släktet Ardisia och familjen viveväxter. Inga underarter finns listade i Catalogue of Life.